# 蚯蚓糞

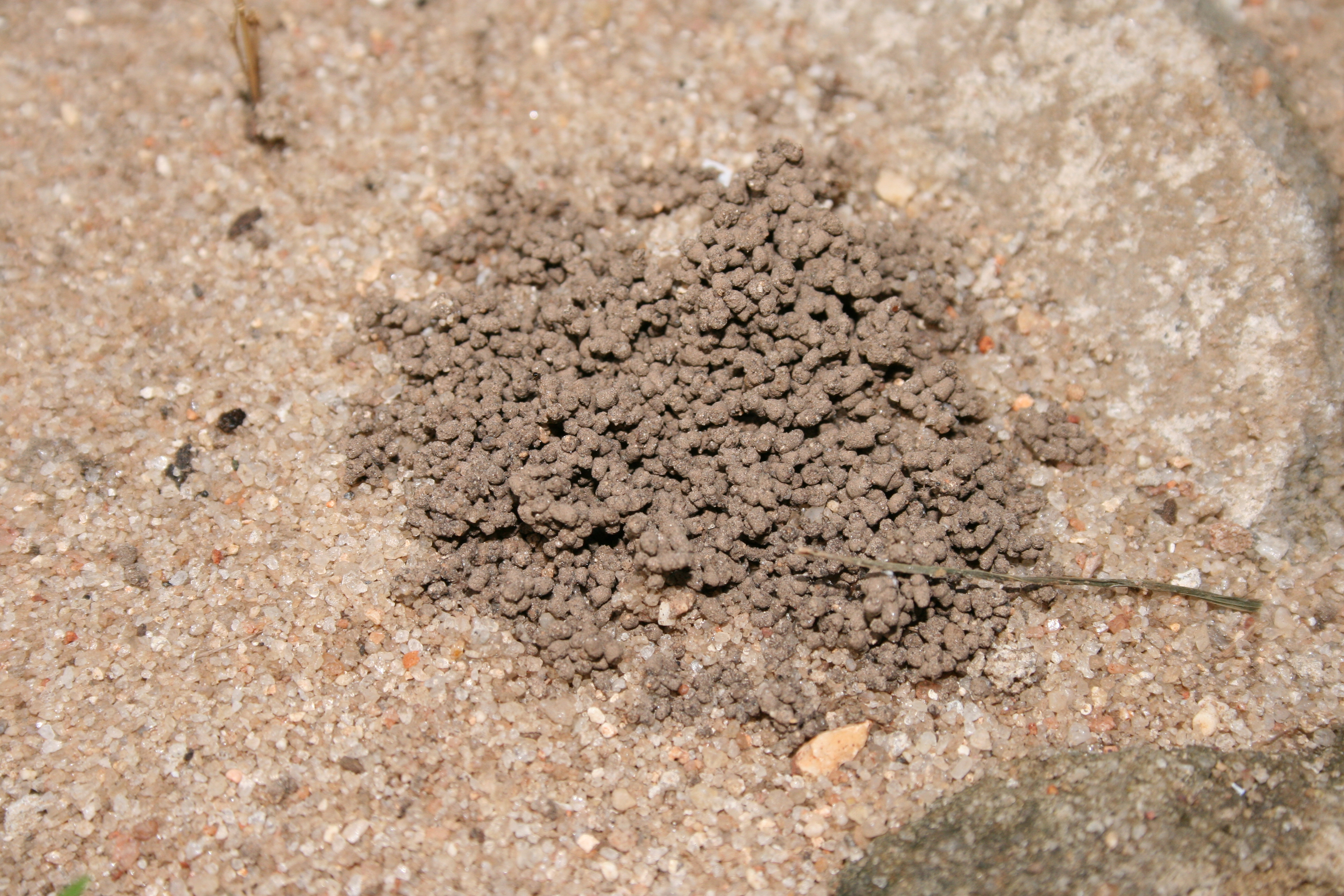
蚯蚓糞

蚯蚓糞，是蚯蚓分解有機物的最終產物。這些排泄物已被證明含有較低濃度的重金屬等污染物和少許營養物質等有機物外,甚至夾雜少許含有微量元素的蛭石。
蚯蚓糞成分含有水溶性營養成分，算是營養豐富的有機肥和土壤調理劑。 它用於農業和小規模可持續的有機農業，也可用於污水處理。 

## 性質
蚯蚓已被證明是更豐富的許多營養成分比堆肥產生的其他堆肥方法。它還具有優於養分增加，但需要調整鎂和pH值。

## 原料
雖然肉類廢物和乳製品可能會腐敗，但是室外垃圾箱可以吸引害蟲，蚯蚓不能堆肥的食物廢物很少。

### 小型或家庭系統
這種系統通常使用廚房和花園廢物，使用蚯蚓和其他微生物來消化有機廢物。
這包括：
- 所有水果和蔬菜（不包括柑橘和其他高酸性食品）
- 使用過咖啡粉
- 使用過茶葉
- 糧食如麵包，餅乾和穀物（包括發霉和過期）
- 蛋殼（沖洗掉）
- 葉和草屑（不噴灑農藥[8])
- 報紙（大多數在報紙上使用的油墨都沒有毒性）
- 紙巾（未與清潔劑或化學品一起使用）

### 大型或商業
這種蚯蚓分散系統需要可靠的大量食物來源。
目前使用的系統有：
- 牛奶或豬糞[10][11]
- 啤酒廠廢物
- 棉花廢料
- 農業廢物
- 食品加工廢物
- 草屑和木片

## 收穫

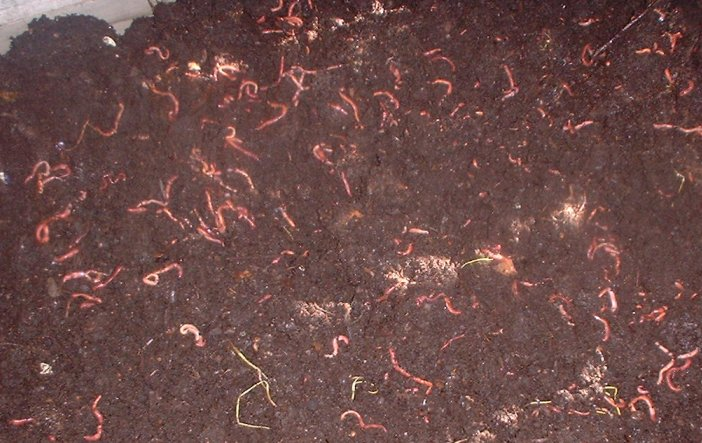
垃圾桶裡的蚯蚓

蚯蚓已經準備好收穫，當它含有少量到沒有殘留的食物或床上用品，有幾種方法從小型系統收穫。這些時間和勞動力的數量有所不同，以及蚯蚓分子是否希望將盡可能多的蠕蟲保存在被收穫的堆肥中。
收集蚯蚓糞的方法通常用於小規模養殖，單層垃圾箱被認為是最簡單的方法。

## 屬性
在其他堆肥方法生產的堆肥中，蚯蚓糞已被證明比營養更豐富。 它也優越於具有添加營養素的商業植物培養基，但是鎂的含有量需要適量的調整，pH值的平衡也是如此。
然而，在一項研究中，已經發現，自製後院蚯蚓生物質的微生物量，土壤微生物活性和黑麥草的種類比市政堆肥的產量更低，它富含微生物生物，轉化了已經存在的 土壤變成植物形式。
與其他堆肥不同，蠕蟲鑄件還含有黏液，其有助於防止營養物質與第一次澆水沖洗，並保持比平原土壤更好的水分。
蛭石總氮含量的增加，可用氮磷的增加以及污泥和土壤中重金屬的去除量增加。在許多研究中已經觀察到重金屬的生物利用度的降低。

## 優點

### 土壤
- 改善其物理結構。
- 豐富的土壤與微生物。
- 吸引深挖洞蚯蚓已經存在於土壤。
- 提高持水能力。

### 植物生長
- 增強發芽，植物生長和作物產量。
- 提高根系生長和結構。
- 豐富的土壤與微生物。

### 經濟
- 轉換減少了廢料堆填區。
- 低資本投資和相對簡單的技術使蚯蚓分解處理實際的欠發達的農業區。

### 環境
- 大型系統通常使用溫度控制，機械化收割，但其他設備相對簡單。
- 生產減少溫室氣體排放，如甲烷和一氧化氮（用垃圾填埋場或焚燒時不堆肥或通過甲烷收穫）。

## 使用

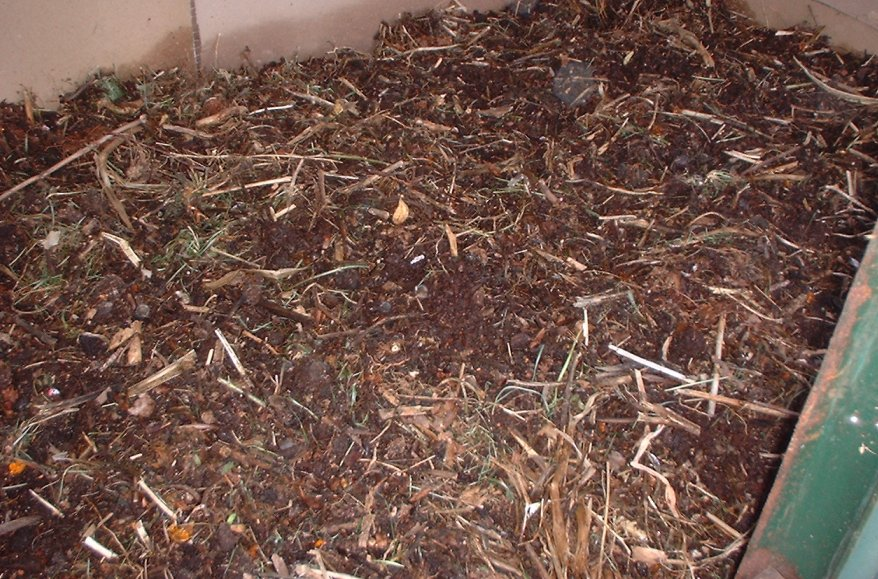
中等尺寸的垃圾桶(1 m X 2.5 m up to 1 m deep),新鮮補充鋪墊

### 土壤調理劑
蚯蚓可以直接混入土壤。
由於含有豐富的水分和有機酸的可能性，黑色的廢液或滲濾液可能會因為富含水分的食物而被排入一些蚯蚓體系的底部。 對植物有毒。
這些肥料的pH，營養和微生物含量因供應給蠕蟲的輸入而異。 可以將粉碎的石灰石或碳酸鈣加入到體系中以提高pH。

## 養殖和維護

### 氣味
封閉，但維護良好的養殖(廚餘)桶會無明顯臭味；打開蓋子時應該有一點點氣味 如果有氣味，那就是有機化泥土。但養殖蚯蚓需要保持一定的流動空氣。氧氣可以由養殖(廚餘)箱中的氣孔提供，並定期攪拌桶中廚餘物，如果它們變得太深或太潮濕，則可以翻轉出一些桶中廚餘物。如果分解從添加到養殖(廚餘)桶中的過量濕原料或者食物廢物層變得過深而變得厭氧，則養殖(廚餘)桶將開始會產生氨氣。

### 水分
如果分解成為厭氧菌，為了恢復健康狀況，防止蚯蚓死亡，必須除去臭味多餘的廢水，並將垃圾箱恢復到正常的水分。要做到這一點，首先要減少高含水量的食物添加劑，其次，加入新鮮的，乾燥的鋪墊，如切碎的報紙混合到你的養殖(廚餘)桶子裡。

### 害蟲物種
害蟲如囓齒動物和蒼蠅被某些材料和氣味吸引，通常來自大量的廚房垃圾，特別是肉類。消除使用肉類或乳製品害蟲的可能性。
掠奪性螞蟻在非洲國家可能是一個問題。
在溫暖的天氣中，如果果蔬和蔬菜廢物沒有被鋪墊覆蓋，水果和醋會在養殖(廚餘)桶中發酵。通過至少5（2.0英寸）的鋪墊完全覆蓋廢物可以避免這個問題。保持正確的pH（接近中性）和桶內的水分（恰好足夠的水，擠壓的鋪墊滴下幾滴）可以幫助避免這些害蟲。

### 蚯蚓逃避
蚯蚓通常停留在養殖(廚餘)桶中，可能會在首次引入時嘗試離開養殖(廚餘)桶，常常發生在室外濕度高時經常暴雨。首次引入蚯蚓時，維護蟲體中的足夠條件並將其放在垃圾桶上，應該能夠消除這個問題。

### 營養程度
商業蛭石試驗，並可修改其產品，以產生一致的質量和結果。 由於小規模和家庭系統使用各種各樣的原料混合物，所以造成的粉塵的氮，鉀和磷含量也將不一致。 在將蚯蚓或茶葉應用於花園之前，NPK測試可能是有幫助的。